# Bab al-Futuh

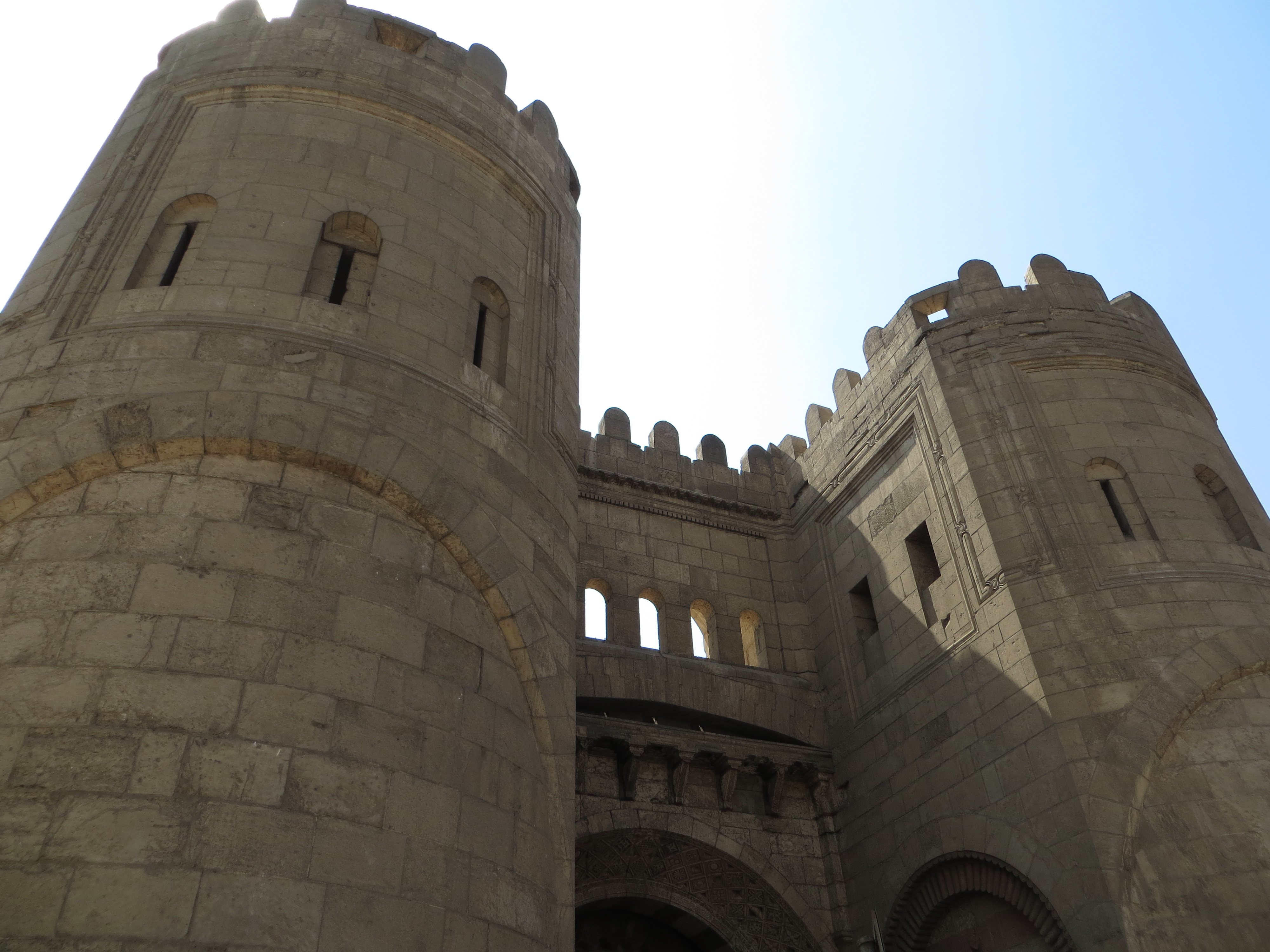
Bab al-Futuh, El Cairo.

La Bab al Futuh ('puerta de las Conquistas') es una de tres puertas que sobreviven de la antigua muralla de la ciudad vieja de El Cairo, Egipto. Fue acabada en el año 1087. Está en el extremo norte de calle Al-Muizz. Las otras dos puertas son la Bab al-Nasr ('puerta de la Victoria'), al este, y Bab Zuwayla ('puerta de Zuwayla'), al sur.
La puerta era parte de la fortificación construida por el visir-comandante Badr al-Jamali del fatimí imán-califa Al-Mustansir.
Sus redondeadas torres ofrecían una defensa mejor que las torres cuadradas de Bab al-Nasr (otra puerta de la ciudad vieja). Tiene aspilleras y ranuras para verter agua hirviendo o aceite en llamas a los atacantes. La puerta está cubierta de motivos decorativos vegetales y geométricos.

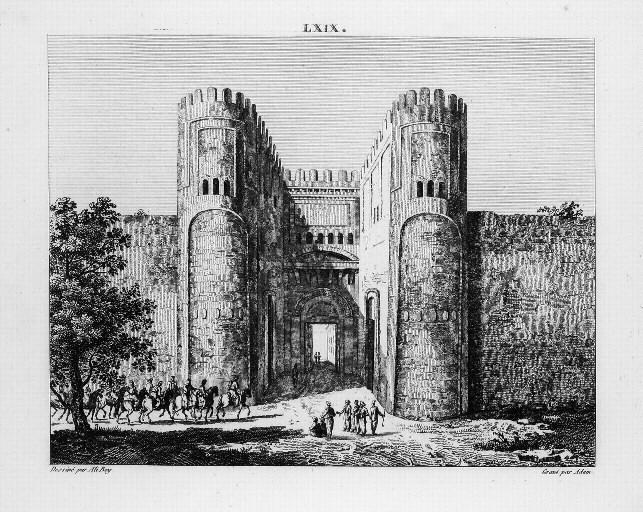
Ilustración de Viajes d'Ali Bey El Abbassi, 1814
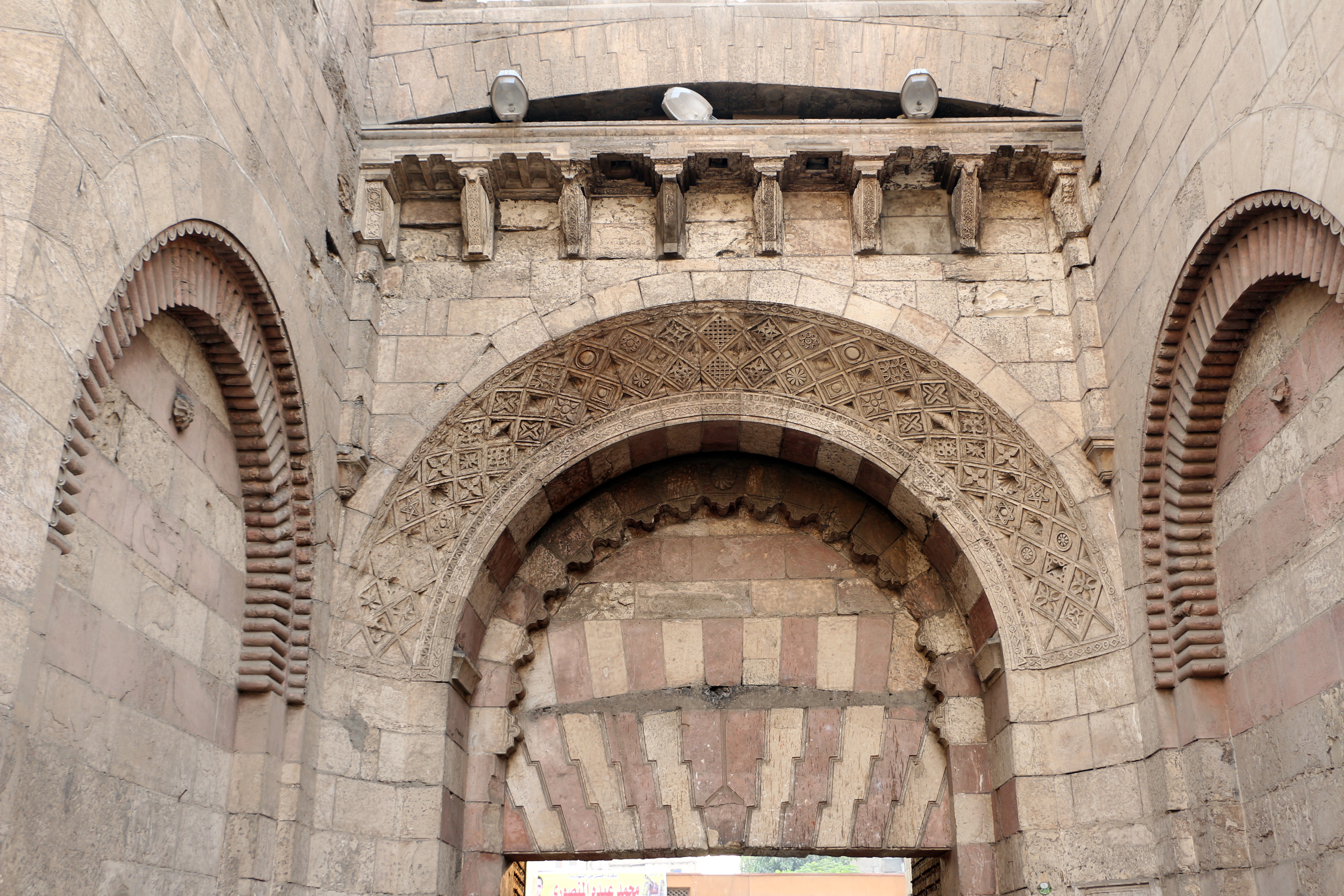
Decoración de Bab al-Futuh
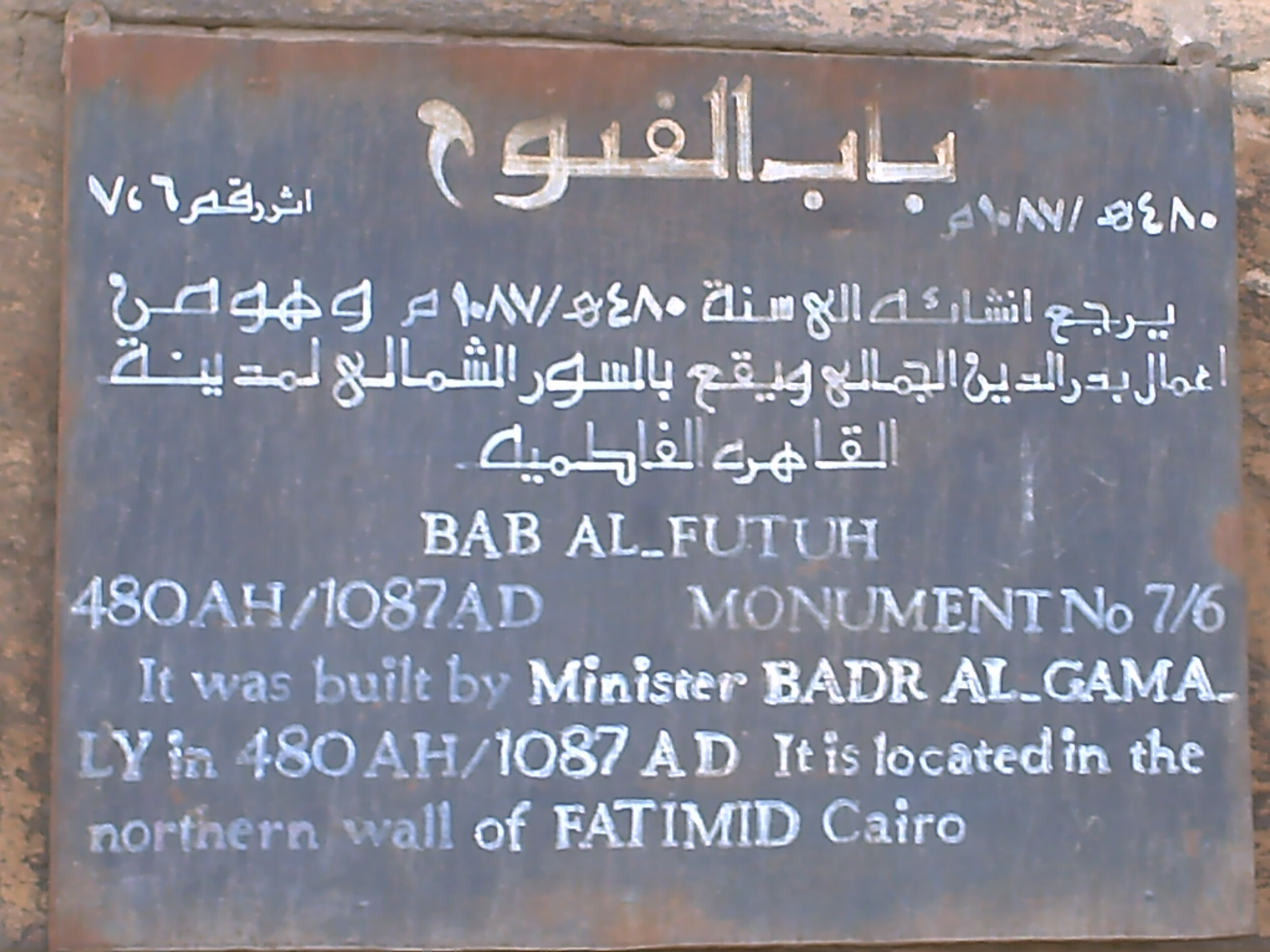
Placa con el nombre